# Trockenobst

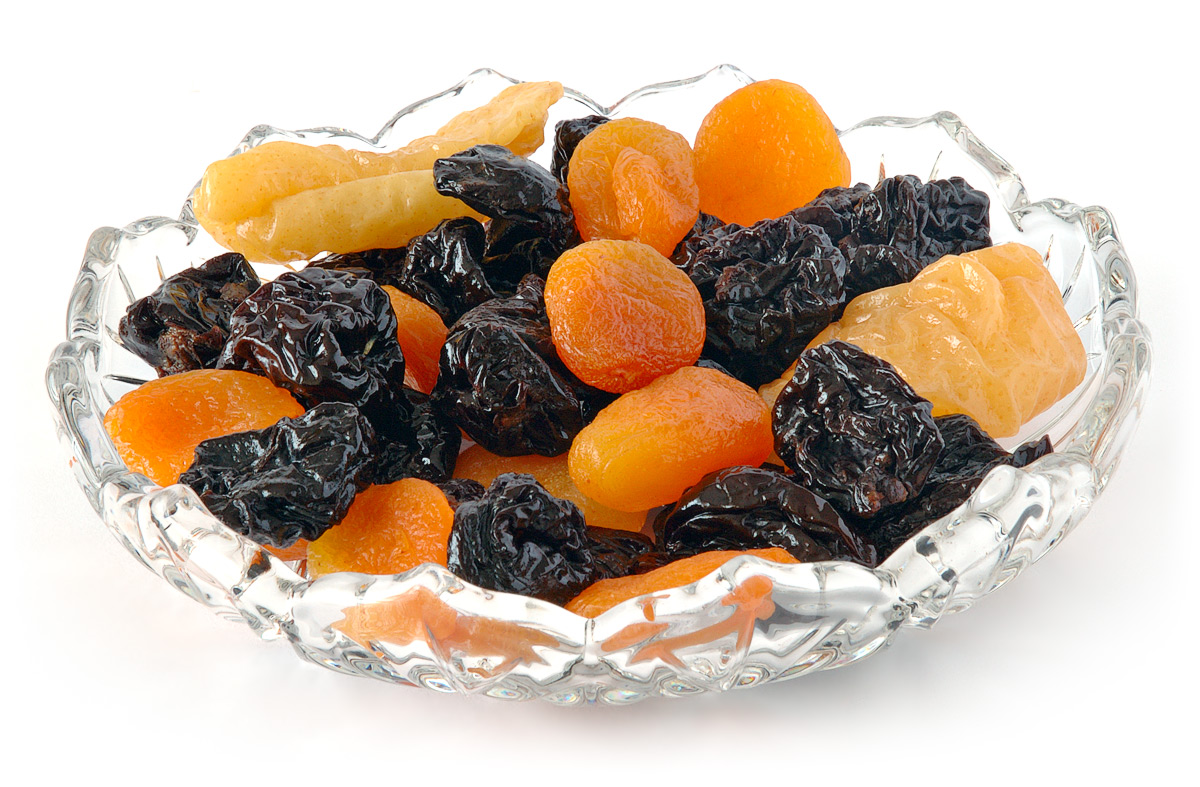
Trockenobst

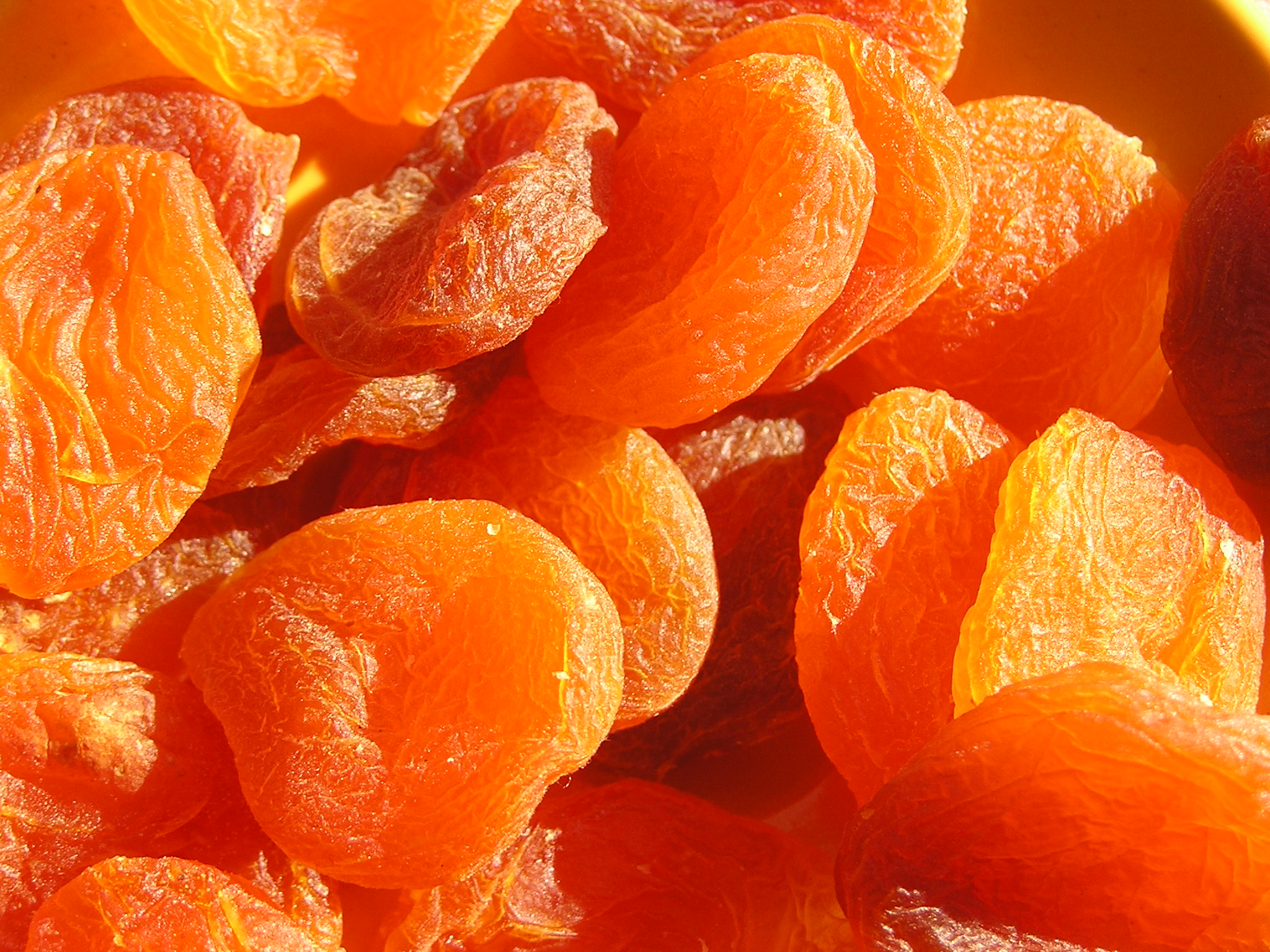
Getrocknete Aprikosen

Trockenobst (auch Trockenfrucht oder Dörrobst) ist gedörrtes Obst mit einer Restfeuchtigkeit von etwa 20 %.
Daneben bezeichnet Dörrobst spezielle Sorten einer obstliefernden Pflanze, die sich ausdrücklich für die Herstellung von Trockenobst eignen. Die im Handel erhältlichen Mischungen von Dörrobst werden als Mischobst oder Backobst bezeichnet. Ein ähnliches Produkt sind Früchtewürfel, bei denen das Obst mit Zucker eingekocht wird.

## Geschichte
Ursprünglich stammt das Trockenobst aus dem Nahen Osten, speziell aus dem Irak, Iran und Syrien sowie dem Südwesten der Türkei. Das Trocknen von Obst war die erste Konservierung von Lebensmitteln. Trauben, Datteln oder auch Feigen fielen von den Reben oder Bäumen und wurden durch die Hitze der Sonne getrocknet.
Einer der ersten kultivierten Bäume war die Dattelpalme. Vor mehr als 5000 Jahren wurde sie in Mesopotamien angebaut. Die Dattelpalme wurde damals besonders aufgrund ihrer Produktivität geschätzt, denn über 60 Jahre oder länger bringt ein Baum im Schnitt 50 kg Datteln pro Jahr hervor. Die Bewohner Mesopotamiens trockneten die Datteln und verwendeten sie als Süßigkeiten. Sie wurden außerdem als Beilage für Fleischgerichte verwendet.
Getrocknete Datteln wurden unter anderem konsumiert, da man der Meinung war, diese würden dem Körper zu mehr Energie verhelfen und gegen die Müdigkeit ankämpfen.
Ebenso beliebt waren getrocknete Feigen, besonders in Mesopotamien, Ägypten und Israel. Getrocknete Feigen wurden in zahlreichen ägyptischen Gräbern gefunden, wahrscheinlich als eine Art Beigabe. In Griechenland galten getrocknete Feigen als Grundnahrungsmittel sowohl Armer als auch Reicher.
Der Anbau von Trauben hat seinen Ursprung in Armenien. Dort wurden sie in der Erde vergraben, um daraus Rosinen zu machen. Diese Verarbeitung verbreitete sich über ganz Nordafrika.
Vom Nahen Osten verbreitete sich diese Haltbarmachung hauptsächlich über Griechenland nach Italien. Auch in Italien wurden Trockenfrüchte, besonders Rosinen und Feigen, zu einem beliebten Grundnahrungsmittel, bis hin zu einer Art „Belohnung“ für erfolgreiche Sportler.
Aus Asien stammen getrocknete Pflaumen, Aprikosen und Pfirsiche. Ursprünglich kommen sie aus China und verbreiteten sich Richtung Westen. Später gelangten sie nach Griechenland und Italien. Dort hatten sie höhere Preise und galten als besondere Beilage bei Delikatessen.

## Trockenvarianten und das Produkt

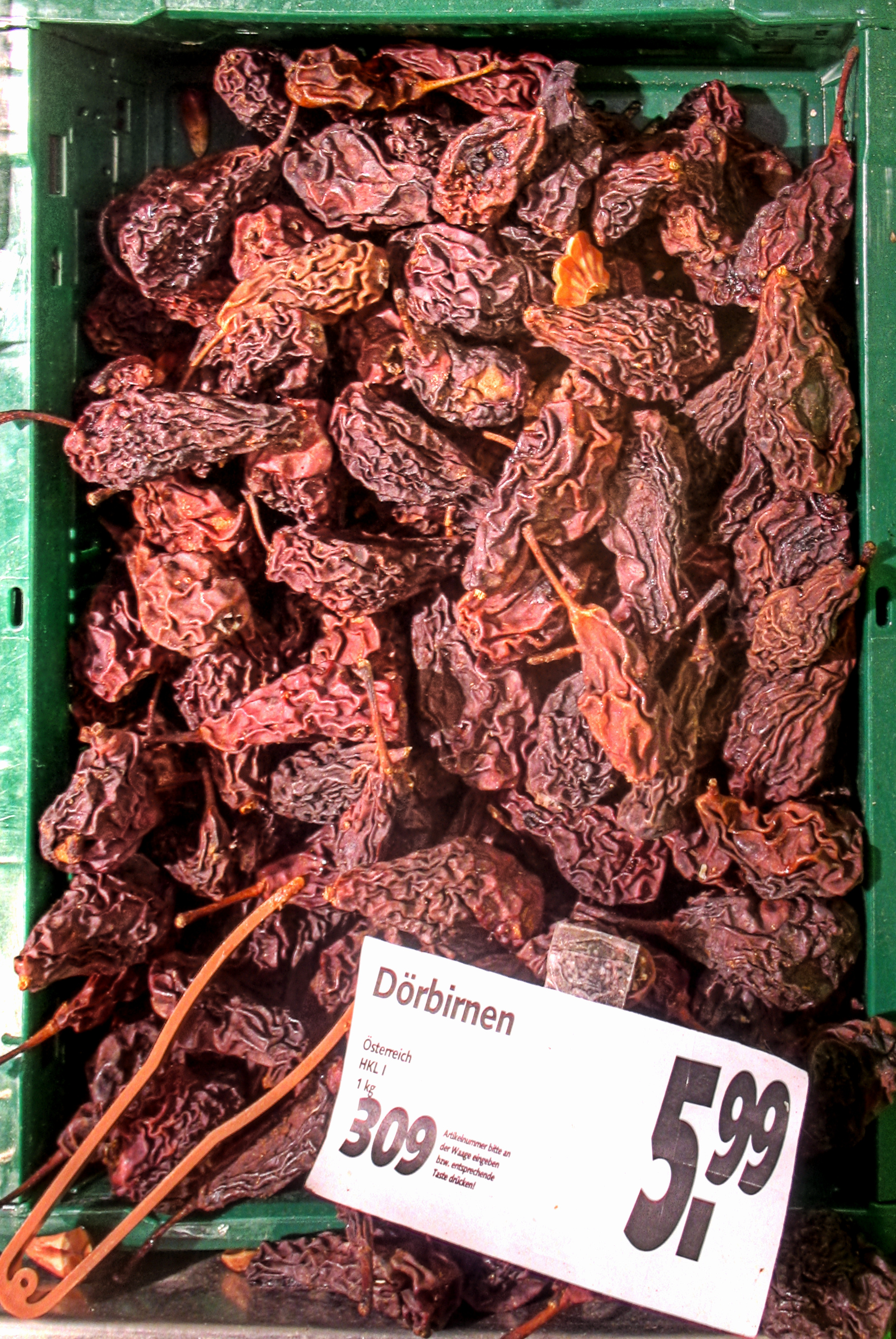
Dörrbirnen (Kletzen)

Trocknen bzw. Dörren ist eine der ältesten Konservierungsarten. Reife Früchte werden langsam bei geringer Wärmezufuhr getrocknet, je nach Größe in ganzen Stücken oder in zerkleinerter Form. Früchte mit Kernen sollten vor dem Trocknen entkernt werden. Das Trocknen kann in speziellen Dörrgeräten oder im Backofen erfolgen. Ein alternatives Verfahren ist das Trocknen auf einem Rost auf dem Dachboden oder das Aufhängen des Trockengutes an einer Schnur. Bei ausreichender Sonneneinstrahlung können die Früchte auch im Freien an einer luftdurchlässigen Unterlage (Baumwollmull oder Gaze) getrocknet werden. Auf jeden Fall sollten sich die Früchte während des Trocknens nicht berühren, da sie verkleben könnten.
Durch das Dörren verlieren die Früchte an Feuchtigkeit, damit fehlt den Mikroorganismen die Lebensgrundlage Wasser und ihr prozentualer Zuckergehalt steigt an, was sie längere Zeit haltbar macht. Durch die erhöhte Konzentration von Aromastoffen bekommen sie auch einen intensiveren Geschmack.
Um die Farbe der getrockneten Früchte zu erhalten und um Fäulnis vorzubeugen, wird industriell hergestelltes Trockenobst häufig vor dem Verpacken geschwefelt und/oder mit Konservierungsmitteln behandelt. Schwefel kann für Asthmatiker und Allergiker bedenklich sein.
Getrocknet werden kann bei Temperaturen von 0 bis 70 °C. Bei zu hohen Temperaturen verliert das Trockengut allerdings schneller Geschmack und Aroma, und bereits ab Temperaturen von 40 °C werden erste Vitamine zerstört.
Trockenobst sind eine reiche Vitamin- (A, B1, B2, B3, B5, B6) und Mineralstoffquelle (Kalzium, Eisen, Magnesium, Phosphor, Kalium, Natrium, Kupfer, Mangan) mit einem physiologischen Brennwert von ca. 1.050 kJ (250 kcal) und ca. 1 bis 5 g Eiweiß pro 100 g.

## Verwendbare Früchte

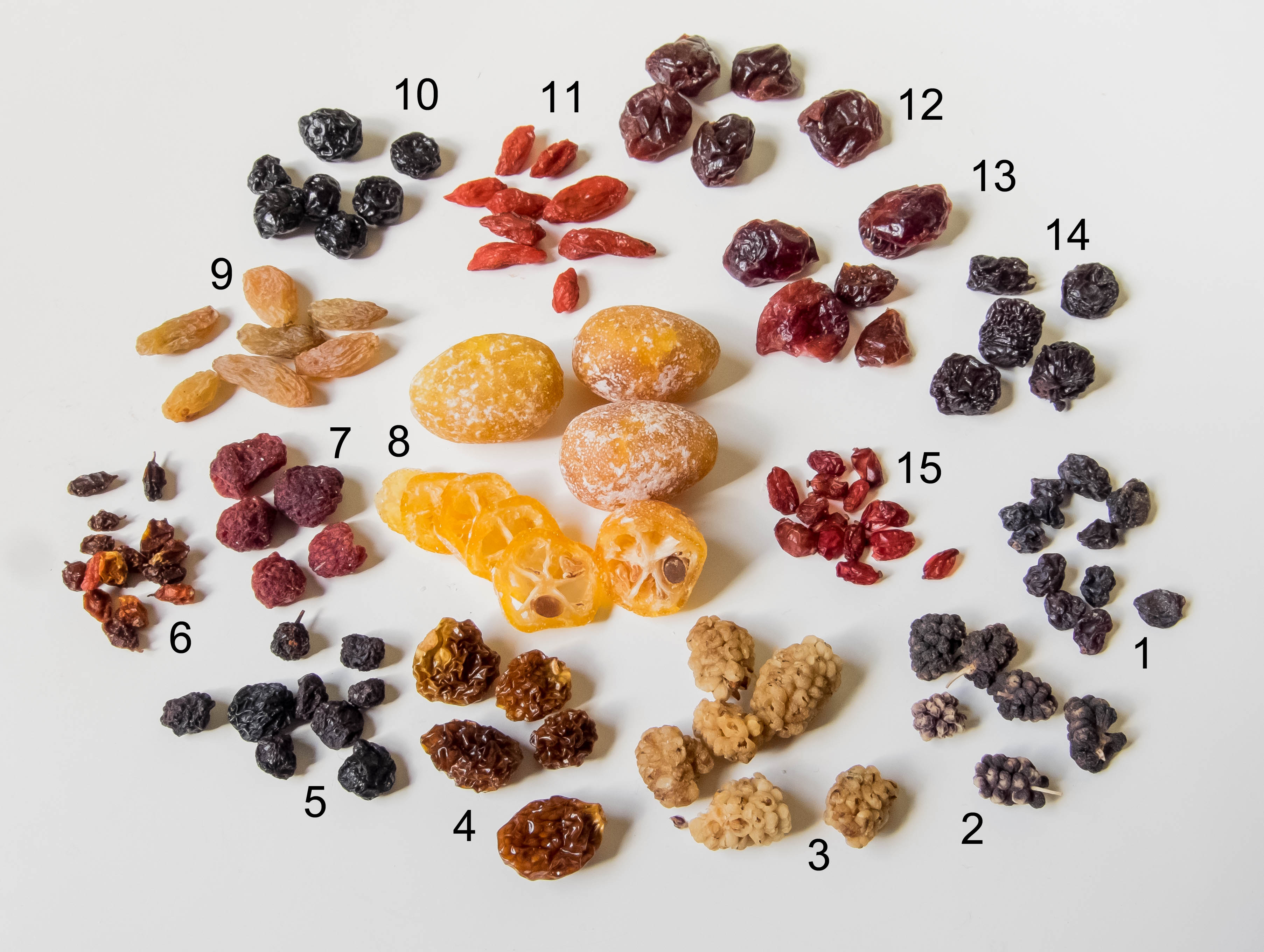
Trockenfrüchte, die nicht so häufig hergestellt werden: 1 Korinthen, 2 schwarze Maulbeeren, 3 weiße Maulbeeren, 4 Physalis (Blasenkirschen), 5 Aronia (Apfelbeeren), 6 Sanddorn, 7 Himbeeren, 8 Kumquatten, 9 Weiße (im Schatten getrocknete) Weinbeeren, 10 Blaubeeren (Heidelbeeren), 11 Goji (Bocksdorn), 12 Kirschen, 13 Moosbeeren, 14 Sauerkirschen und 15 Berberitzen.

Zum Trocknen geeignete Früchte sind Äpfel, Birnen (Dörrbirne), Pflaumen und Zwetschgen (Dörrpflaume), Weintrauben (Rosinen, Korinthen, Sultaninen, Zibeben), Erdbeeren, Kiwis, Kirschen, Pfirsiche und Aprikosen und einige rote Beeren wie Cranberries, Berberitze und Hagebutte (die erst nach dem ersten Frost erntereif ist, dann aber schon so gut wie trocken ist). An Südfrüchten sind insbesondere getrocknete Datteln und Feigen zu nennen, es werden auch exotische Früchte wie Bananen, Papayas, Ananas, Mangos, Yacon, Jackfrucht und Kokosnuss (Kopra) in getrockneter Form angeboten. Seltener sind getrocknete Maulbeeren erhältlich.
Nach botanischer Definition entstehen Früchte aus befruchteten Blüten. Demnach sind auch Tomaten Früchte, die auch getrocknet werden können (nach obigen Methoden; mit Haut; ohne Kerne). Sie können auch zur weiteren Lagerung und Aromatisierung in verschiedene Öle eingelegt werden. Unter diese Definition fallende trockenbare Früchte sind weiterhin Aubergine, Hülsenfrüchte, Oliven und Paprika.
Der Importhandel zählt auch Schalenobst zu den Trockenfrüchten.

## Verwendung
Datteln, Feigen und Rosinen waren bei den Wüstendurchquerungen der Karawanen über Jahrtausende unverzichtbare Lebensmittel. Auch für lange Expeditionen oder in der Schifffahrt war Dörrobst wichtig, um sich gegen Skorbut zu schützen. Noch bis in das mittlere 20. Jahrhundert hinein war Trockenobst neben Lagerobst eine der wichtigsten winterlichen Vitaminquellen der nördlicheren Regionen.
Der Zucker des Trockenobsts geht im Gegensatz zu Süßigkeiten nicht so schnell ins Blut, dadurch wird der Stoffwechsel nicht zusätzlich belastet und es wird eine längere Sättigung bewirkt.
Durch das beim Trocknen verloren gegangene Wasser und damit Volumen bzw. Gewicht kann das Sättigungsgefühl beeinflusst werden. Getrocknete Früchte enthalten mehr Nährstoffe und Energie als frische Produkte, jeweils bezogen auf dieselbe Masse. Beispielsweise haben 100 g frische Äpfel je nach Sorte einen physiologischen Brennwert um die 226 kJ (54 kcal). Beim Trocknen verlieren Äpfel ca. 90 % ihres Gewichts. 100 Gramm getrocknete Äpfel entsprechen in ihrem Energie- und Nährstoffgehalt etwa einem Kilogramm Frischware.

### Kulinarische Verwendung
Trockenobst eignet sich als Snack, als Beilage und findet Verwendung in Müsliriegeln, Müsli und Fruchtschnitten. Es ist eine Hauptzutat bei der Zubereitung von Früchtebrot und für Schlesisches Himmelreich. Das Obst kann in Wasser, Honig, Fruchtsaft oder Alkohol eingelegt werden und mit anderen Zutaten zu einer Füllung für Schweine- oder Gänsebraten verarbeitet werden. Getrocknete Früchte können auch mit Schokolade in Tafelschokolade und anderen Produkten kombiniert werden. Auch in der Zubereitung mit Eis finden getrocknete Früchte Anwendung.